# مارثا نيكولز
مارثا نيكولز (بالإنجليزية: Martha Nichols)‏ هي مصممة رقص وممثلة أمريكية، ولدت في 14 يوليو 1987 في بروكلين في الولايات المتحدة.

## أعمال

### أفلام
- أعظم رجل استعراض[4]

## وصلات خارجية
- مارثا نيكولز على موقع IMDb (الإنجليزية)
- مارثا نيكولز على موقع قاعدة بيانات برودواي على الإنترنت (الإنجليزية)